# Bothynotus albus
Bothynotus albus är en insektsart som beskrevs av Carvalho 1953. Bothynotus albus ingår i släktet Bothynotus och familjen ängsskinnbaggar. Inga underarter finns listade i Catalogue of Life.